# كابتن أبو رائد (فلم)
كابتن أبو رائد فيلم أردني طويل (إنتاج 2007) من كتابة وإخراج، أمين مطالقة، وإنتاج شركة أفلام ورقة وقلم، ويروي الفيلم قصة عامل بسيط في المطار يسرد لمجموعة من أطفال الحي الشعبي الذي يقطنه مغامراته كطيار سابق في أرجاء العالم، لكن أبو رائد الذي يؤدي دوره الممثل البريطاني من اصل أردني نديم صوالحة ويطلق عليه الأطفال اسم الكابتن استطاع أن يمضي في حكاياته المثيرة للأطفال والفتيان مستلهما أجواءها من تلك الكتب القديمة التي تحتل ركنا داخل بيته.ومن خلال هذه الحكايات والمغامرات، نكتشف أحلام هؤلاء الأطفال وأحلام أبو رائد، ومعاملته لجيرانه وزملائه في العمل ومساعدته لهم في حل مشاكلهم.من خلال صداقة تجمع أبو رائد مع أطفال حارته يحاول من خلالها مساعدة أحدهم على عدم ترك المدرسة، كما يدافع عن مراد الطفل الذي يتعرض هو ووالدته وأخيه إلى الضرب المتكرر والمعاملة السيئة من والده.
وينتهي الفيلم بموت أبو رائد دفاعاً عن هذا الطفل بعد أن يهربه مع والدته وأخيه إلى منزل صديقته الطيارة نور التي تسكن في أحد أحياء عمان الراقية، ثم ينتظر والد مراد الذي يغضب عندما يكتشف هرب عائلته ويبدأ بضرب أبو رائد حتى الموت.وعن المغزى الأساسي من الفيلم يقول مطالقة أن الفيلم يبين أن الإنسان مهما كان بسيطاً يستطيع التأثير في حياة الآخرين، فالناس لا تتوقع أن يكون لعامل النظافة البسيط قدرة على التأثير في حياة مجموعة من الأطفال.
ويتحدث الفيلم عن مشكلة تسرب الطلبة من المدارس للعمل في بيع البسكويت وغيره من المنتجات البسيطة نتيجة للفقر لكنه لا يضع حلولاً للموضوع، إذ يقتصر ما يحاول أبو رائد عمله على شراء ما يبيعه الطفل ليتاح له الذهاب إلى المدرسة لكن المشاهد لا يعرف ما آلت إليه المرور.
والفيلم يعرض بشكل سريع لمشاكل يعاني منها المجتمع الأردني كالفقر وغلاء المعيشة وضرب الزوجات وغيرها.

## أبطال الفيلم
- نديم صوالحة
- رنا سلطان
- عدي القديسي
- دينا رعد
- غاندي الصابر
- حسين الصوص

## الجوائز التي حصل عليها الفيلم
- جائزة مجلة فاريتي الأمريكية
- جائزة اودينس أوورد فور وورلد عن الفئة الدرامية في مهرجان سندانس السينمائي الدولي
- جائزة جولدن سبيس نيدل عن أفضل إخراج في مهرجان سياتيل السينمائي الدولي
- أفضل فيلم تسجيلي بيست فيتشر فيلم في مهرجان دوربان السينمائي الدولي في جنوب أفريقيا
- جائزة عن فئة الأفلام الأجنبية في مهرجان ماوي السينمائي في هاواي
- جائزة الجمهور اودينس أوورد
- بيست اوف ذا فيست ضمن جوائز صانع الأفلام المستقل الشهير مايكل مور في مهرجان مدينة ترافيرز السينمائي في الولايات المتحدة

## روابط خارجية
- مقالات تستعمل روابط فنية بلا صلة مع ويكي بيانات